# Dinocaridida
De Dinocaridida zijn een voorgesteld fossiel taxon van uitgestorven geleedpotigen die bloeiden in het Cambrium met een beperkt voorkomen in het Ordovicium en Devoon. Gekenmerkt door een paar frontale aanhangsels en een reeks lichaamsflappen, komt de naam van Dinocaridida uit het Grieks, 'deinos' en 'caris' ('verschrikkelijke garnaal'), verwijzend naar de voorgestelde rol van sommige van deze leden als de grootste roofdieren op zee van hun tijd en de oude misvatting dat de frontal appendages garnalen waren. Dinocarididen worden in sommige literatuur af en toe de 'AOPK-groep' genoemd, aangezien de groep bestaat uit Radiodonta (Anomalocaris en verwanten), Opabiniidae (Opabinia en verwanten), Pambdelurion en Kerygmachela. Het taxon is hoogstwaarschijnlijk parafyletisch, met Kerygmachela en Pambdelurion basaler dan de groep van Opabiniidae, Radiodonta en andere geleedpotigen.

## Anatomie
Dinocarididen waren bilateraal symmetrisch, met een grotendeels niet-gemineraliseerde cuticula en een lichaam verdeeld in twee grote groepen tagmata (lichaamsdelen): hoofd en romp. Het hoofd was blijkbaar niet gesegmenteerd en had een paar gespecialiseerde frontale aanhangsels vlak voor de mond en ogen. De frontale aanhangsels zijn ofwel lobopodide of geleed (gehard en gesegmenteerd zoals in Radiodonta) en meestal gepaard, maar sterk versmolten tot een mondstuk-achtige structuur in Opabiniidae. Op basis van hun preoculaire positie en vermoedelijke protocerebrale oorsprong, wordt aangenomen dat de frontale aanhangsels over het algemeen homoloog zijn aan het labrum van euarthropoden en primaire antennes van Onychophora, terwijl later bewijs ook een deutocerebrale oorsprong suggereert (homoloog aan de kaken van Onychophora en grote aanhangsels / antennes / cheliceren van euarthropoden). De stam bezat meerdere segmenten, elk met een eigen kieuwtak en zwemflappen (lobben). Aangenomen wordt dat deze flappen op en neer bewogen om het dier voort te stuwen op een manier die vergelijkbaar is met de pijlinktvis. Bij geslachten met kieuwen kan de romp onder elk van de flappen een lobopodide ledemaat hebben gedragen. De middendarm van dinocarididen had gepaarde spijsverteringsklieren die vergelijkbaar waren met die van siberiide lobopodiden en euarthropoden uit het Cambrium. Het dinocaridide brein is relatief eenvoudiger dan dat van een euarthropode, men denkt dat het bestaat uit een (alleen protocerebrum) of twee cerebrale ganglionen (protocerebrum en deutocerebrum).

## Fylogenie
| † | Pambdelurion |
|   | Pambdelurion |
| † | Kerygmachela |
|   | Kerygmachela |
|   | \| † \| Opabiniidae \| \| \| Opabiniidae \| \| † \| Radiodonta \| \| \| Radiodonta \| \| \| Euarthropoda \| \| \| \| |
|   | |
| † | Opabiniidae |
|   | Opabiniidae |
| † | Radiodonta |
|   | Radiodonta |
|   | Euarthropoda |
|   | |

| † | Opabiniidae  |
|   | Opabiniidae  |
| † | Radiodonta   |
|   | Radiodonta   |
|   | Euarthropoda |
|   |              |

| † | Pambdelurion |
|   | Pambdelurion |
| † | Kerygmachela |
|   | Kerygmachela |
|   | \| † \| Opabiniidae \| \| \| Opabiniidae \| \| † \| Radiodonta \| \| \| Radiodonta \| \| \| Euarthropoda \| \| \| \| |
|   | |
| † | Opabiniidae |
|   | Opabiniidae |
| † | Radiodonta |
|   | Radiodonta |
|   | Euarthropoda |
|   | |

| † | Opabiniidae  |
|   | Opabiniidae  |
| † | Radiodonta   |
|   | Radiodonta   |
|   | Euarthropoda |
|   |              |

| † | Pambdelurion |
|   | Pambdelurion |
| † | Kerygmachela |
|   | Kerygmachela |
|   | \| † \| Opabiniidae \| \| \| Opabiniidae \| \| † \| Radiodonta \| \| \| Radiodonta \| \| \| Euarthropoda \| \| \| \| |
|   | |
| † | Opabiniidae |
|   | Opabiniidae |
| † | Radiodonta |
|   | Radiodonta |
|   | Euarthropoda |
|   | |

| † | Opabiniidae  |
|   | Opabiniidae  |
| † | Radiodonta   |
|   | Radiodonta   |
|   | Euarthropoda |
|   |              |

| † | Pambdelurion |
|   | Pambdelurion |
| † | Kerygmachela |
|   | Kerygmachela |
|   | \| † \| Opabiniidae \| \| \| Opabiniidae \| \| † \| Radiodonta \| \| \| Radiodonta \| \| \| Euarthropoda \| \| \| \| |
|   | |
| † | Opabiniidae |
|   | Opabiniidae |
| † | Radiodonta |
|   | Radiodonta |
|   | Euarthropoda |
|   | |

| † | Opabiniidae  |
|   | Opabiniidae  |
| † | Radiodonta   |
|   | Radiodonta   |
|   | Euarthropoda |
|   |              |

Hoewel sommige auteurs eerder verschillende taxonomische affiniteiten suggereren (bijvoorbeeld als cycloneurale verwanten, suggereren de meeste fylogenetische studies dat dinocarididen geleedpotigen van de stamgroep zijn. In dit scenario is Dinocaridida een parafyletische graad die overeenkomt met de geleedpotige kroongroep (Euarthropoda of Deuteropoda) en suggereert ook een lobopodische oorsprong van de geleedpotige afstamming. Over het algemeen bezetten de kieuwige lobopodische geslachten Pambdelurion en Kerygmachela die lobopodische kenmerken hebben (bijvoorbeeld lobopodeus aanhangsel, annulatie) de basale positie; terwijl Opabiniidae en Radiodonta meer afgeleid zijn van en nauw verwant zijn aan de geleedpotige kroongroep, waarbij de laatste zelfs aanzienlijke affiniteiten met geleedpotigen heeft, zoals geleedpotigen en kopschilden.
In de oorspronkelijke beschrijving bestond Dinocaridida alleen uit Opabiniidae en Radiodonta. Met uitsluiting van twijfelachtige taxa (bijvoorbeeld de vermeende opabiniide Myoscolex), waren de eerste alleen bekend van Opabinia, terwijl alle radiodonte soorten onder één enkele familie waren gegroepeerd: Anomalocarididae (vandaar de vorige algemene naam 'Anomalocarididen') . In latere studies werden de lobopoden met kieuwen Pambdelurion en Kerygmachela ook beschouwd als dinocarididen, werd een nieuw opabiniide geslacht Utaurora beschreven, en werden veel radiodonten toegewezen aan andere nieuwe families (Amplectobeluidae, Tamisiocarididae en Hurdiidae).

## Verspreiding
De groep was geografisch wijdverspreid en is gerapporteerd uit Cambrische lagen in Canada, de Verenigde Staten, Groenland, China, Australië en Rusland, evenals het Ordovicium van Marokko en het Devoon van Duitsland.